# Otó II de Borgonya
Otó I d'Andechs i Merània (i Otó II de Borgonya) (1180- 1234) fou comte d'Andechs, duc de Merània (o Andechs-Merània i comte de Borgonya per matrimoni amb la comtessa Beatriu II de Borgonya. El seu germà Enric va rebre el govern de les marques d'Ístria i de Carniola, que formaven part del ducat de Merània i, per tant, subjectes feudalment a Otó, però a la seva mort el 1228, aquestos territoris van passar també a ser administrats directament per Otó.

## Biografia
Otó va néixer el 1180, fill del comte d'Andechs i duc de Merània Bertold IV de Diessen i d'Agnès de Baixa Lusàcia. A la mort del seu pare el 1204 el va succeir com a comte d'Andechs i duc d'Andechs-Merània als 24 anys. El 1208 va esdevenir comte de Borgonya per matrimoni amb la comtessa Beatriu II de Borgonya amb la que va tenir per fills: 
- El futur duc Otó II d'Andechs i Merània i comte Otó III de Borgonya (1208-1248)
- Agnès d'Andechs (†1263)
- Beatriu d'Andechs (†1265)
- Margarida d'Andechs (†1271)
- Alix o Adelaida de Merània (†1279), futura comtessa Adelaida I de Borgonya
- Elisabet d'Andechs (†1272)

El 1208 l'emperador germànic Felip de Suàbia fou assassinat a Bamberg (250 km al nord d'Andechs) pel seu rival l'emperador germànic Otó IV. Membres de la casa d'Andechs (el seu germà Enric II d'Ístria i I de Carniola i el príncep bisbe de Bamberg, Egnert) van estar implicats en el crim. El castell d'Andechs fou llavors completament arrasat i la casa d'Andechs va perdre tots els seus títols i béns per decisió de l'emperador Otó IV, el 1209 (si bé sembla que en va conservar el domini almenys en part), i també es van confiscar les seves terres bavareses que van passar als Wittelsbach. Otó II de Borgonya va tractar de reconciliar-se amb l'autoritat imperial per recuperar les possessions de la família el que sembla que va aconseguir, i els Andechs foren rehabilitats i Enric va tornar a governar fins a la seva mort sense fills el 1228 quan Otó II el va succeir a Ístria i Carniola.
El 1231 la seva esposa la comtessa Beatriu II de Borgonya va morir a l'edat de 38 anys. Otó va restar comte com Otó II de Borgonya. Va morir a Besançon el 1234 quan tenia 54 anys. El va succeir el seu fill Otó II d'Andechs i Merània que al comtat de Borgonya fou Otó III de Borgonya.